# Мартин Поседарски
Мартин Поседарски (умро 2. фебруара 1601) је био далматински кнез у Поседарју и ускочки војвода.

## Биографија
У сукобима између ускока и млечана око поседа на источној обали Јадрана, Поседарски се истакао у бројним акцијама. У ноћи између 29. и 30. марта 1597. године је, на челу одреда ускока од 500 људи, изненада, са 17 бродова, смело упловио у луку Ровиња и препадом заробио 9 млетачких галија. Са пленом и заробљеним официрима се вратио у Сењ. Тиме је млетачком престижу на Јадрану задат тежак ударац. Поседарски је, заједно са великим бројем ускока, на превару доспео у руке непријатељу, аустријском царском комесару Јосипу Рабатеу. Погубљен је заједно са ускочким војводом Марком Маргетићем након чега је обешен на бедемима сењске тврђаве.